# Хендрикс, Ванда
Дикси Ванда Хендрикс (англ. Dixie Wanda Hendrix, 3 ноября 1928 — 1 февраля 1981) — американская актриса.

## Биография
Родилась 3 ноября 1928 года в городе Джексонвилле, штат Флорида, в семье Макса Сильвестра Гендриксис и Мэри Элизы Бейли. Выступала в маленьком театре своего города, когда её нашёл агент компании «Warner Bros.», с которой она подписала контракт и переехала в Калифорнию. На киноэкранах Хендрикс появилась в двух десятках фильмов, среди которых «Розовая лошадь» (1947), «Нора Прентисс» (1947), «Коварный лис Борджиа» (1949), «Сьерра» (1950) и «Мой брат бандит» (1951). Начиная с 1950-х годов актриса в большей степени снималась на телевидении.
С февраля 1949 года по апрель 1950 года Хендрикс была в браке с актёром и бывшим военным Оди Мерфи. После развода в 1954 году она вышла замуж за Джеймса Лэнгфорда Стека младшего брата актёра Роберта Стека, с которым была вместе до 1958 года. В 1969 году актриса вышла замуж за исполнительного директора нефтяной компании Стива Ламонта. Этот брак продлился до 1980 года.
В последние годы своей жизни Ванда Хендрикс страдала тяжелой формой пневмонии, от которой умерла 1 февраля 1981 года в Бербанке, штат Калифорния, в возрасте 52 лет. Похоронена в Глендейле на кладбище Голливуд-Хилс.